# Уэно-Окатимати (станция)
Станция Уэно-Окатимати (яп. 上野御徒町駅 уэно окатимати эки) — железнодорожная станция на линии Оэдо расположенная в специальном районе Тайто, Токио. Станция обозначена номером E-09. На станции установлены автоматические платформенные ворота.

## Планировка станции
Одна платформа островного типа и 2 пути.
| 1 | ○ Линия Оэдо | Иидабаси, Тотёмаэ |
| 2 | ○ Линия Оэдо | Рёгоку, Даймон    |

## Близлежащие станции
| «             |  | Линия      |  | »             |
| ------------- |  | ---------- |  | ------------- |
| Хонго-Сантёмэ |  | Линия Оэдо |  | Син-Окатимати |